# Ocotea
Genre
Ocotea est un genre de plantes à fleurs de la famille des Lauraceae.
Il a été décrit en 1775 par le botaniste Jean-Baptiste-Christian Fusée-Aublet dans son œuvre Histoire des plantes de la Guiane françoise (tome second, page 780 et illustré au tome quatrième, planche 310).

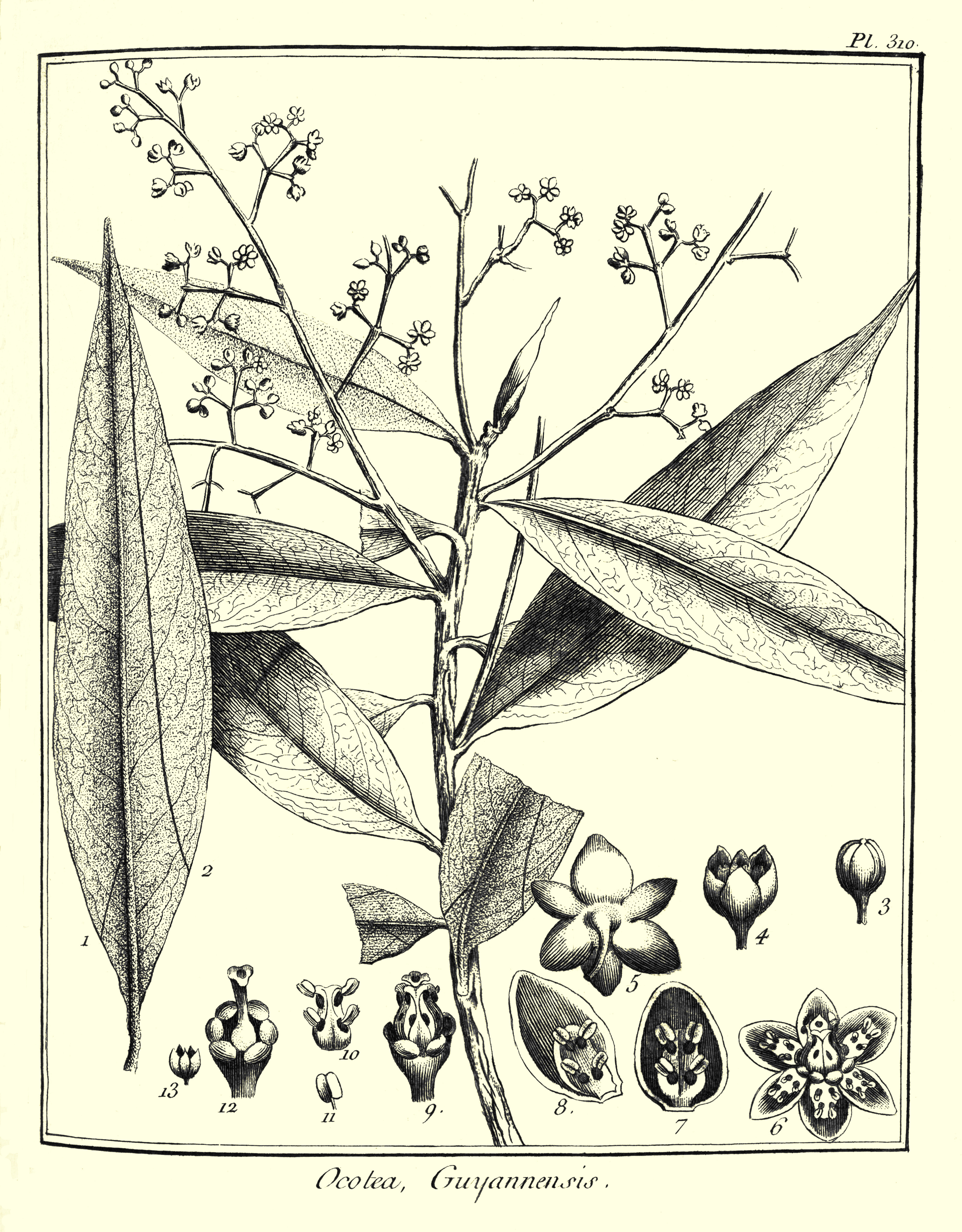
Première illustration dOcotea guianensis par Aublet (1. & 2. Feuille de grandeur naturelle. - 1. Pli inférieur. - 2. Pli ſupérieur. - 3. Bouton de fleur. - 4. Fleur épanouie. - 5. Fleur vue en deſſous. - 6. Fleur vue en deſſus. Étamines, glandes & ſtigmate. - 7. Portion du calice vue de face & quatre anthères avec une cavité en deſſous. - 8. Portion du calice vue de côte, avec quatre anthères & quatre cavités. - 9. Glandes. Étamines intérieures qui couvrent le piſtil. - 10. Un des filets des étamines qui cachent le piſtil, avec quatre anthères & quatre cavités. - 11. anthère ſéparée. - 12. Baſe du calice : Six glandes qui ſont an bas de ſes diviſions. Ovaire. Style. Stigmate. - 13. Capſule de grandeur naturelle.)

## Synonymes
Les genres suivants ont été fusionnés dans le genre Ocotea et en sont donc synonymes :
- Aperiphracta Nees ex Meisn. in A.P.de Candolle, Prodr. 15(1): 111 (1864)
- Balanopsis Raf. in Sylva Tellur.: 134 (1838)
- Borbonia Adans. in Fam. Pl. 2: 341 (1763), nom. illeg.
- Calycodaphne Bojer in Hortus Maurit.: 273 (1837)
- Camphoromoea Nees in Laurin. Expos.: 16 (1833)
- Ceramocarpium Meisn. ex Nees in A.P.de Candolle, Prodr. 15(1): 111 (1864), pro syn.
- Ceramophora Nees ex Meisn. in A.P.de Candolle, Prodr. 15(1): 105 (1864), nom. inval.
- Gymnobalanus Nees & Mart. in Linnaea 8: 38 (1833)
- Keiria Bowdich in Exc. Madeira: 259 (1825)
- Leptodaphne Nees in Hufeland. Ill.: 16 (1833)
- Linharia Arruda in H.Koster, Trav. Brazil: 493 (1816)
- Nemodaphne Meisn. in A.P.de Candolle, Prodr. 15(1): 109 (1864)
- Oreodaphne Nees & Mart. in Linnaea 8: 39 (1833)
- Petalanthera Nees in Hufeland. Ill.: 15 (1833)
- Povedadaphne W.C.Burger in Brittonia 40: 276 (1988)
- Senneberia Neck. in Elem. Bot. 2: 120 (1790), opus utique oppr.
- Strychnodaphne Nees & Mart. in Linnaea 8: 39 (1833)
- Teleiandra Nees & Meyen in Linnaea 8: 46 (1833)

## Liste des espèces
Selon Catalogue of Life (17 septembre 2017) :
- Ocotea abbreviata Schwacke & Mez
- Ocotea acarina C.K. Allen
- Ocotea aciphylla (Nees) Mez
- Ocotea acuminatissima (Lundell) J.G. Rohwer
- Ocotea acunaiana Bisse
- Ocotea acutangula (Miq.) Mez
- Ocotea acutifolia (Nees) Mez
- Ocotea adamantina P.L.R.Moraes & van der Werff
- Ocotea adela van der Werff
- Ocotea adenotrachelium (Nees) Mez
- Ocotea alata H. van der Werff
- Ocotea albescens I. de Vattimo-Gil
- Ocotea albida Mez & Rusby ex Rusby
- Ocotea albigemma C. K. Allen
- Ocotea albopunctulata Mez
- Ocotea alnifolia (Meisn.) Mez
- Ocotea alpina R.A. Howard
- Ocotea alveata van der Werff
- Ocotea amazonica (Meisn.) Mez
- Ocotea ambrensis van der Werff
- Ocotea amplifolia (Mez & Donn. Sm.) van der Werff
- Ocotea amplissima Mez
- Ocotea andina van der Werff
- Ocotea aniboides (Meisn.) Mez
- Ocotea architectorum Mez
- Ocotea arcuata J.G. Rohwer
- Ocotea arenaria van der Werff
- Ocotea arenicola L.C.S.Assis & Mello-Silva
- Ocotea argentea Mez
- Ocotea argylei Robyns
- Ocotea argyrophylla Ducke
- Ocotea arnottiana (Nees) H. van der Werff
- Ocotea atacta Lorea-Hern.
- Ocotea athroanthes C.K. Allen
- Ocotea atirrensis Mez & Donn. Sm. ex Mez
- Ocotea atlantica van der Werff
- Ocotea atrata C. K. Allen
- Ocotea aurantiodora (Ruiz & Pav.) Mez
- Ocotea auriculata Lasser
- Ocotea auriculiformis Kosterm.
- Ocotea austinii C. K. Allen
- Ocotea badia van der Werff
- Ocotea bajapazensis C.L. Lundell
- Ocotea balanocarpa (Ruiz & Pav.) Mez
- Ocotea bangii Mez & Rusby
- Ocotea baracoensis A. Borhidi & N. Imchanitskaya
- Ocotea barbatula C.L. Lundell
- Ocotea barbellata I. Vattimo
- Ocotea basicordatifolia Vattimo
- Ocotea basirecurva C. K. Allen
- Ocotea beekmanii van der Werff
- Ocotea benthamiana Mez
- Ocotea bernoulliana Mez
- Ocotea betazensis (Mez) H. van der Werff
- Ocotea beulahiae Baitello
- Ocotea beyrichii (Nees) Mez
- Ocotea bicolor Vattimo
- Ocotea bijuga (Rottb.) Bernardi
- Ocotea bissei N.N. Imkhanitskaya
- Ocotea bofo Kunth
- Ocotea boissieriana (Meisn.) Mez
- Ocotea botrantha J.G. Rohwer
- Ocotea bourgeauviana (Mez) H. van der Werff
- Ocotea brachybotra (Meisn.) Mez
- Ocotea bracteosa (Meisn.) Mez
- Ocotea bragae B. Coe-Teixeira
- Ocotea brenesii Standley
- Ocotea brevipes Kosterm.
- Ocotea brevipetiolata van der Werff
- Ocotea bucheri Roig & Acuna
- Ocotea bullata E. Mey. ex Meisn.
- Ocotea caesia Mez
- Ocotea caesifolia van der Werff
- Ocotea calliscypha L.C.S.Assis & Mello-Silva
- Ocotea calophylla Mez
- Ocotea camphoromoea J.G. Rohwer
- Ocotea canaliculata (L.C. Rich.) Mez
- Ocotea candidovillosa Lorea-Hern.
- Ocotea cantareirae Vattimo
- Ocotea capuronii Kosterm.
- Ocotea carabobensis Lasser
- Ocotea caracasana (Nees) Mez
- Ocotea cardinalis Mez
- Ocotea catharinensis Mez
- Ocotea caudatifolia Kosterm.
- Ocotea ceanothifolia (Nees) Mez
- Ocotea celastroides (Meisn.) Mez
- Ocotea cernua (Nees) Mez
- Ocotea chiapensis (Lundell) Standley & Steyerm.
- Ocotea choquetangensis van der Werff
- Ocotea chrysobalanoides (Lundell) Lundell
- Ocotea cicatricosa C.K. Allen
- Ocotea ciliata L.C.S.Assis & Mello-Silva
- Ocotea cinerea H. van der Werff
- Ocotea cinnamomoides (Mutis ex Kunth) Kosterm.
- Ocotea cissiflora Mez
- Ocotea citrosmioides (Nees) Mez
- Ocotea clavigera Mez
- Ocotea colophanthera L.C.S.Assis & Mello-Silva
- Ocotea comata van der Werff
- Ocotea commutata Nees ex Meisn.
- Ocotea comoriensis Kosterm.
- Ocotea complicata (Meisn.) Mez
- Ocotea condorensis van der Werff
- Ocotea confertiflora (Meisn.) Mez
- Ocotea congestifolia Lasser
- Ocotea congregata H. van der Werff
- Ocotea contrerasii C.L. Lundell
- Ocotea corethroides Kosterm.
- Ocotea corrugata H. van der Werff
- Ocotea corymbosa (Meisn.) Mez
- Ocotea costulata (Nees) Mez
- Ocotea cowaniana C. K. Allen
- Ocotea crassifolia (Nees) Mez
- Ocotea crassiramula C. K. Allen
- Ocotea cryptocarpa Baitello
- Ocotea cryptocaryoides Kosterm.
- Ocotea cuatrecasasii van der Werff
- Ocotea cujumary Mart.
- Ocotea cuneata (Griseb.) Gomez de la Maza
- Ocotea cuneifolia (Ruiz & Pav.) Mez
- Ocotea curucutuensis Baitello
- Ocotea cuscoensis van der Werff
- Ocotea cuspidata van der Werff
- Ocotea cymbarum Kunth
- Ocotea cymosa (Nees) Palacky
- Ocotea daphnifolia (Meisn.) Mez
- Ocotea darcyi van der Werff
- Ocotea debilis Mez
- Ocotea deflexa J.G. Rohwer
- Ocotea delicata A. Vicentini
- Ocotea dendrodaphne Mez
- Ocotea densiflora (Meisn.) Mez
- Ocotea dentata H. van der Werff
- Ocotea depauperata C. K. Allen
- Ocotea dielsiana O. Schmidt
- Ocotea diffusa H. van der Werff
- Ocotea diospyrifolia (Meisn.) Mez
- Ocotea discolor Mez
- Ocotea discrepens C. K. Allen
- Ocotea disjuncta Lorea-Hern.
- Ocotea dispersa (Nees & Mart. ex Nees) Mez
- Ocotea divaricata (Poir.) Mez
- Ocotea domatiata Mez ex Taub.
- Ocotea dominicana (Meisn.) R.A. Howard
- Ocotea douradensis I. de Vattimo-Gil
- Ocotea duckei Vattimo
- Ocotea duidensis Moldenke
- Ocotea duplocolorata I. de Vattimo-Gil
- Ocotea dussii Mez
- Ocotea effusa (Meisn.) Hemsl.
- Ocotea eggersiana Mez
- Ocotea ekmanii O. Schmidt
- Ocotea elegans Mez
- Ocotea elliptica Kosterm.
- Ocotea endresiana Mez
- Ocotea erectifolia (Allen) H. van der Werff
- Ocotea eriothyrsa Kosterm.
- Ocotea esmeraldana Moldenke
- Ocotea estrellensis (Meisn.) P.L.R.Moraes
- Ocotea eucuneata Lundell
- Ocotea euvenosa Lundell
- Ocotea fasciculata (Nees) Mez
- Ocotea faucherei (Danguy) Danguy
- Ocotea felix B. Coe-Teixeira
- Ocotea fendleri (Meisn.) J.G. Rohwer
- Ocotea fistulosa van der Werff
- Ocotea flavantha H. van der Werff
- Ocotea floccifera Mez & Sod. ex Mez
- Ocotea floribunda (Sw.) Mez
- Ocotea foeniculacea Mez
- Ocotea foetens (Ait.) Benth. & Hook. fil.
- Ocotea foveolata Kosterm.
- Ocotea fragrantissima Ducke
- Ocotea froesii A. C. Sm.
- Ocotea frondosa (Meisn.) Mez
- Ocotea fusagasugensis van der Werff
- Ocotea gabonensis Fouilloy
- Ocotea gardneri (Meisn.) Mez
- Ocotea gentryi van der Werff
- Ocotea glaberrima van der Werff
- Ocotea glabra H. van der Werff
- Ocotea glabriflora van der Werff
- Ocotea glauca (Nees & Mart.) Mez
- Ocotea glaucophylla Moldenke
- Ocotea glaucosericea J.G. Rohwer
- Ocotea glaziovii Mez
- Ocotea glomerata (Nees) Mez
- Ocotea gomezii W. Burger
- Ocotea gordonii H. van der Werff
- Ocotea gracilis (Meisn.) Mez
- Ocotea grandifructa L.C.S.Assis & M.F.Santos
- Ocotea grayi H. van der Werff
- Ocotea guaramacalensis van der Werff
- Ocotea guatemalensis C.L. Lundell
- Ocotea guianensis Aubl.
- Ocotea gymnoblasta van der Werff
- Ocotea haberi van der Werff
- Ocotea hammeliana van der Werff
- Ocotea harrisii G.R. Proctor
- Ocotea hartshorniana B.E. Hammel
- Ocotea helicterifolia (Meisn.) Hemsl.
- Ocotea hemsleyana Mez
- Ocotea heribertoi T. Wendt
- Ocotea heterochroma Mez & Sodiro
- Ocotea heydeana (Mez & J. D. Smith) Bernardi
- Ocotea hirtandra van der Werff
- Ocotea hirtistyla van der Werff
- Ocotea holdridgeiana W. Burger
- Ocotea huberi H. van der Werff
- Ocotea hueckii Bernardi
- Ocotea humbertii Kosterm.
- Ocotea humblotii Baill.
- Ocotea hypoglauca (Nees & Mart.) Mez
- Ocotea ikonyokpe H. van der Werff
- Ocotea illustris Rusby
- Ocotea imazensis van der Werff
- Ocotea immersa H. van der Werff
- Ocotea imrayana Mez
- Ocotea indecora (Schott) Mez
- Ocotea indirectinervia C. K. Allen
- Ocotea infrafoveolata H. van der Werff
- Ocotea inhauba B. Coe-Teixeira
- Ocotea insignis Mez
- Ocotea insularis (Meisn.) Mez
- Ocotea involuta Kosterm.
- Ocotea iridescens Lorea-Hernandez & van der Werff
- Ocotea itatiaiae Vattimo
- Ocotea ivohibensis van der Werff
- Ocotea jacquinii (Meisn.) Mez
- Ocotea javitensis (Kunth) Pittier
- Ocotea jefensis van der Werff
- Ocotea jelskii Mez
- Ocotea jorge-escobarii C. Nelson
- Ocotea julianii H. van der Werff
- Ocotea jumbillensis O. C. Schmidt
- Ocotea karsteniana Mez
- Ocotea kenyensis (Chiov.) Robyns & Wilczek
- Ocotea keriana A. C. Sm.
- Ocotea killipii A. C. Sm.
- Ocotea klepperae van der Werff
- Ocotea klotzschiana (Nees) Hemsl.
- Ocotea kostermansiana Vattimo
- Ocotea laetevirens Standley & Steyerm.
- Ocotea laevifolia van der Werff
- Ocotea laevigata (Meisn.) W. Marais
- Ocotea lanata (Nees & Mart.) Mez
- Ocotea lancifolia (Schott) Mez
- Ocotea lancilimba Kosterm.
- Ocotea langsdorffii (Meisn.) Mez
- Ocotea laticostata C. K. Allen
- Ocotea latipetiolata van der Werff
- Ocotea laxa (Nees) Mez
- Ocotea lenitae van der Werff
- Ocotea lentii W. Burger
- Ocotea leptobotra (Nees) Mez
- Ocotea leptophylla van der Werff
- Ocotea leucophloea (Nees & Mart.) L.C.S.Assis & Mello-Silva
- Ocotea leucoxylon (Sw.) Mez
- Ocotea lherminieri Mez
- Ocotea libanensis Bisse
- Ocotea liesneri H. van der Werff
- Ocotea ligulata H. van der Werff
- Ocotea limae Vattimo
- Ocotea limiticola van der Werff
- Ocotea lobbii (Meisn.) J.G. Rohwer
- Ocotea loefgrenii Vattimo
- Ocotea longifolia Kunth
- Ocotea longipedicellata H. van der Werff
- Ocotea longipes Kosterm.
- Ocotea longipetiolata van der Werff
- Ocotea loxensis van der Werff
- Ocotea macrantha van der Werff
- Ocotea macrocarpa Kosterm.
- Ocotea macrophylla Kunth
- Ocotea macropoda (Kunth) Mez
- Ocotea macrorhiza Kosterm.
- Ocotea madagascariensis (Meisn.) Palacky
- Ocotea magnifolia (C.L. Lundell) C.L. Lundell
- Ocotea magnifrons van der Werff
- Ocotea magnilimba Kosterm.
- Ocotea malcomberi H. van der Werff
- Ocotea mandonii Mez
- Ocotea maranguapensis Vattimo
- Ocotea marcescens L.C.S.Assis & Mello-Silva
- Ocotea marmellensis Mez
- Ocotea martinicensis Mez
- Ocotea marumbiensis Brotto & Baitello
- Ocotea mascarena (Buc'hoz) Kosterm.
- Ocotea matogrossensis Vattimo
- Ocotea matudai Lundell
- Ocotea maximilianea (Nees & Mart. ex Nees) P.L.R.Moraes
- Ocotea megacarpa H. van der Werff
- Ocotea meziana C. K. Allen
- Ocotea micans Mez
- Ocotea michelsonii Robyns & Wilczek
- Ocotea micrantha van der Werff
- Ocotea microbotrys (Meisn.) Mez
- Ocotea microneura (Meisn.) J.G. Rohwer
- Ocotea minarum Mart. ex Nees
- Ocotea minor A. Vicentini
- Ocotea minutiflora O. Schmidt
- Ocotea moaensis Bisse
- Ocotea mollicella (Blake) H. van der Werff
- Ocotea mollifolia Mez & Pittier ex Mez
- Ocotea mollivillosa van der Werff
- Ocotea montana (Meisn.) Mez
- Ocotea monteverdensis W. Burger
- Ocotea montis-insulae van der Werff
- Ocotea monzonensis Mez
- Ocotea morae J. Gómez-Laurito
- Ocotea moschata (Meisn.) Mez
- Ocotea mosenii Mez
- Ocotea mucronata (Poir.) Kosterm.
- Ocotea multiflora H. van der Werff
- Ocotea multiglandulosa (Ruiz & Pav.) Mez
- Ocotea multinervis van der Werff
- Ocotea munacensis O. C. Schmidt
- Ocotea myriantha (Meisn.) Mez
- Ocotea neblinae C. K. Allen
- Ocotea nectandrifolia Mez
- Ocotea neesiana (Miq.) Kosterm.
- Ocotea nervosa Kosterm.
- Ocotea nigra Benoist
- Ocotea nigrescens A. Vicentini
- Ocotea nigrita (C.L. Lundell) C.L. Lundell
- Ocotea nilssonii C. K. Allen
- Ocotea nitida (Meisn.) J.G. Rohwer
- Ocotea nobilis (A. C. Sm.) Kosterm.
- Ocotea notata (Nees) Mez
- Ocotea nunesiana (Vattimo-Gil) Baitello
- Ocotea nutans (Nees) Mez
- Ocotea obliqua A. Vicentini
- Ocotea oblonga (Meisn.) Mez
- Ocotea oblongifolia van der Werff
- Ocotea oblongoobovata (Nees) J.G. Rohwer
- Ocotea obovata (Ruiz & Pav.) Mez
- Ocotea obovatifolia van der Werff
- Ocotea obtusata (Nees) Kosterm.
- Ocotea obtusifolia Kunth
- Ocotea odorata (Meisn.) Mez
- Ocotea odorifera (Vell.) J.G. Rohwer
- Ocotea olivacea A. C. Sm.
- Ocotea oocarpa Mez & Sod. ex Mez
- Ocotea oppositifolia S. Yasuda
- Ocotea ottoschmidtii Macbride
- Ocotea ovalifolia (Ruiz & Pav.) Mez
- Ocotea pachypoda Mez & Sod. ex Mez
- Ocotea pacifica van der Werff
- Ocotea pajonalis van der Werff
- Ocotea palaciosii van der Werff
- Ocotea paranaensis Brotto, Baitello, Cervi & E.P.Santos
- Ocotea parvula (Lundell) van der Werff
- Ocotea patula H. van der Werff
- Ocotea pauciflora (Nees) Mez
- Ocotea pausiaca J.G. Rohwer
- Ocotea pautensis van der Werff
- Ocotea pedanomischa van der Werff
- Ocotea pedicellata van der Werff
- Ocotea percoriacea Kosterm.
- Ocotea percurrens A. Vicentini
- Ocotea perforata Kosterm.
- Ocotea perrobusta (C.K. Allen) J.G. Rohwer
- Ocotea persicifolia Mez & J. D. Smith
- Ocotea petalanthera (Meisn.) Mez
- Ocotea pharomachrosorum J. Gómez-Laurito
- Ocotea pichinchensis van der Werff
- Ocotea pittieri (Mez) H. van der Werff
- Ocotea piurensis Mez
- Ocotea platyphylla (Lundell) J.G. Rohwer
- Ocotea pluridomatiata A.Quinet
- Ocotea polyantha Mart. ex Nees
- Ocotea pomaderrioides (Meisn.) Mez
- Ocotea porosa (Mez) L. Barroso
- Ocotea porphyria (Griseb.) van der Werff
- Ocotea portoricensis Mez
- Ocotea praetermissa H. van der Werff
- Ocotea producta (C.K. Allen) J.G. Rohwer
- Ocotea prolifera (Nees) Mez
- Ocotea prunifolia Rusby
- Ocotea pseudopalmana W. Burger
- Ocotea psychotrioides Kunth
- Ocotea puberula (Rich.) Nees
- Ocotea pulchella Mart.
- Ocotea pulchra Vattimo
- Ocotea pullifolia van der Werff
- Ocotea pumila L.C.S.Assis & Mello-Silva
- Ocotea purpurea (Mez) H. van der Werff
- Ocotea quadriporata (Burger) Kosterm.
- Ocotea racemiflora Lundell
- Ocotea racemosa (Danguy) Kosterm.
- Ocotea raimondii O. C. Schmidt
- Ocotea ramosissima L.C.S.Assis & Mello-Silva
- Ocotea revoluta Moldenke
- Ocotea revolutifolia A.Quinet
- Ocotea rhodophylla A. Vicentini
- Ocotea rhytidotricha J.G. Rohwer
- Ocotea riedeliana (Kosterm.) comb. ined.
- Ocotea rigidifolia Kosterm.
- Ocotea rivularis Standley & L. O. Williams
- Ocotea robertsoniae Proctor
- Ocotea rohweri P.L.R.Moraes & van der Werff
- Ocotea roseopedunculata H. van der Werff
- Ocotea rotundata H. van der Werff
- Ocotea rovirosae Lorea-Hernandez & van der Werff
- Ocotea rubrinervis Mez
- Ocotea rufa Mez
- Ocotea rufescens H. van der Werff
- Ocotea rufovestita Ducke
- Ocotea rugosa H. van der Werff
- Ocotea rupestris L.C.S.Assis & Mello-Silva
- Ocotea salvadorensis (Lundell) H. van der Werff
- Ocotea salvinii Mez
- Ocotea sambiranensis H. van der Werff
- Ocotea sanariapensis Lasser
- Ocotea sandwithii Kosterm.
- Ocotea sarcodes Lorea-Hern.
- Ocotea sassafras (Meisn.) Mez
- Ocotea sauroderma Lorea-Hern.
- Ocotea scabrella H. van der Werff
- Ocotea scalariformis van der Werff
- Ocotea scandens Kosterm.
- Ocotea schomburgkiana (Nees) Mez
- Ocotea schwackeana Mez
- Ocotea scrobiculifera I. Vattimo
- Ocotea semicompleta (Nees & Mart.) Mez
- Ocotea sericea Kunth
- Ocotea serrana B. Coe-Teixeira
- Ocotea sessiliflora Kosterm.
- Ocotea silvae I. de Vattimo-Gil
- Ocotea silvestris Vattimo
- Ocotea sinaiana Vattimo
- Ocotea sinuata (Mez) J.G. Rohwer
- Ocotea smithiana O. C. Schmidt
- Ocotea smithii van der Werff
- Ocotea sodiroana Mez
- Ocotea solomonii van der Werff
- Ocotea spanantha van der Werff
- Ocotea spathulata Mez
- Ocotea spectabilis (Meisn.) Mez
- Ocotea sperata P.L.R.Moraes & van der Werff
- Ocotea spixiana (Nees) Mez
- Ocotea splendens (Meisn.) Baill.
- Ocotea sprucei (Meisn.) Mez
- Ocotea squarrosa Mart. ex Nees
- Ocotea staminea (Griseb.) Mez
- Ocotea staminoides G.R. Proctor
- Ocotea standleyi C. K. Allen
- Ocotea stenoneura Mez & Pittier ex Mez
- Ocotea stenophylla van der Werff
- Ocotea strigosa H. van der Werff
- Ocotea stuebelii Mez
- Ocotea subalata Lundell
- Ocotea subrutilans Mez
- Ocotea subterminalis H. van der Werff
- Ocotea sulcata Vattimo
- Ocotea tabacifolia (Meisn.) J.G. Rohwer
- Ocotea tampicensis (Meisn.) Hemsl.
- Ocotea tarapotana (Meisn.) Mez
- Ocotea teleiandra (Meisn.) Mez
- Ocotea tenella A. C. Sm.
- Ocotea tenera Mez & Donn. Sm. ex Mez
- Ocotea tenuiflora (Nees) Mez
- Ocotea terciopelo C. K. Allen
- Ocotea tessmannii O. Schmidt
- Ocotea thinicola van der Werff & P.L.R.Moraes
- Ocotea thouvenotii (P. Danguy) Kosterm.
- Ocotea tillettsiana C. K. Allen
- Ocotea tomentella Sandwith
- Ocotea tomentosa H. van der Werff
- Ocotea tonii (Lundell) H. van der Werff
- Ocotea tovarensis Mez
- Ocotea trematifera van der Werff
- Ocotea trichantha Baker
- Ocotea trichophlebia Baker
- Ocotea trinidadensis Kosterm.
- Ocotea tristis (Nees & C. Mart.) Mez ex Nees
- Ocotea truncata Lundell
- Ocotea tsaratananensis H. van der Werff
- Ocotea tubulosa Lasser
- Ocotea ucayalensis O. Schmidt
- Ocotea umbrina van der Werff
- Ocotea urbaniana Mez
- Ocotea usambarensis Engl.
- Ocotea uxpanapana T. Wendt & H. van der Werff
- Ocotea vaccinioides (Meisn.) Mez
- Ocotea vaginans (Meisn.) Mez
- Ocotea valerioana (Standl.) W. Burger
- Ocotea valerioides W. Burger
- Ocotea vanderwerffii (Kostermans) van der Werff
- Ocotea vasquezii van der Werff
- Ocotea vegrandis P.L.R.Moraes & van der Werff
- Ocotea velloziana (Meisn.) Mez
- Ocotea velutina (Nees) J.G. Rohwer
- Ocotea venosa Gleason
- Ocotea veraguensis (Meisn.) Mez
- Ocotea verapazensis Standley & Steyerm.
- Ocotea vergelensis van der Werff
- Ocotea verticillata J.G. Rohwer
- Ocotea viburnoides (Meisn.) Mez
- Ocotea victorinii Roig & Acuna
- Ocotea villosa Kosterm.
- Ocotea virgultosa Mart. ex Nees
- Ocotea viridiflora Lundell
- Ocotea weberbaueri Mez
- Ocotea whitei R. E. Woodson
- Ocotea wilhelminae I. de Vattimo-Gil
- Ocotea wrightii Mez
- Ocotea wurdackiana C. K. Allen
- Ocotea xanthocalyx (Nees) Mez
- Ocotea yutajensis C. K. Allen
- Ocotea zahamenensis van der Werff
- Ocotea zoque Lorea-Hern.

Selon GRIN (17 septembre 2017) :
- Ocotea acutifolia (Nees) Mez
- Ocotea arechavaletae Mez
- Ocotea auriculiformis Kosterm.
- Ocotea austinii C. K. Allen
- Ocotea bullata (Burch.) E. Mey.
- Ocotea cernua (Nees) Mez
- Ocotea cymbarum Kunth
- Ocotea cymosa (Nees) Palacký
- Ocotea foetens (Aiton) Baill.
- Ocotea glaziovii Mez
- Ocotea kenyensis (Chiov.) Robyns & R. Wilczek
- Ocotea leucoxylon (Sw.) Laness.
- Ocotea moschata (Meisn.) Mez
- Ocotea nervosa Kosterm.
- Ocotea odorifera (Vell.) Rohwer
- Ocotea porosa (Nees & Mart.) Barroso
- Ocotea quixos (Lam.) Kosterm.
- Ocotea racemosa (Danguy) Kosterm.
- Ocotea regeliana (Meisn.) Mez
- Ocotea spathulata Mez
- Ocotea usambarensis Engl.

Selon ITIS (17 septembre 2017) :
- Ocotea cuneata (Griseb.) M. Gómez
- Ocotea floribunda (Sw.) Mez
- Ocotea foeniculacea Mez
- Ocotea foetens (Aiton) Baill.
- Ocotea leucoxylon (Sw.) Laness.
- Ocotea moschata (Meisn.) Mez
- Ocotea portoricensis Mez
- Ocotea spathulata Mez
- Ocotea wrightii (Meisn.) Mez

Selon NCBI (17 septembre 2017) :
- Ocotea aciphylla
- Ocotea amazonica
- Ocotea argyrophylla
- Ocotea atirrensis
- Ocotea bicolor
- Ocotea botrantha
- Ocotea brachybotrya
- Ocotea bullata
- Ocotea calophylla
- Ocotea canaliculata
- Ocotea catharinensis
- Ocotea ceanothifolia
- Ocotea cernua
- Ocotea cinerea
- Ocotea corymbosa
- Ocotea cuneata
- Ocotea cymbarum
- Ocotea cymosa
- Ocotea daphnifolia
- Ocotea dendrodaphne
- Ocotea densiflora
- Ocotea diospyrifolia
- Ocotea dispersa
- Ocotea floribunda
- Ocotea foetens
- Ocotea fulvescens
- Ocotea glomerata
- Ocotea grayi
- Ocotea guianensis
- Ocotea helicterifolia
- Ocotea heydeana
- Ocotea ikonyokpe
- Ocotea indecora
- Ocotea indirectinervia
- Ocotea insularis
- Ocotea kenyensis
- Ocotea laevis
- Ocotea lancifolia
- Ocotea laxa
- Ocotea leucoxylon
- Ocotea longifolia
- Ocotea macrophylla
- Ocotea malcomberi
- Ocotea minarum
- Ocotea mollifolia
- Ocotea moschata
- Ocotea nigra
- Ocotea nitida
- Ocotea oblonga
- Ocotea odorifera
- Ocotea pauciflora
- Ocotea paulii
- Ocotea percoriacea
- Ocotea percurrens
- Ocotea pluridomatiata
- Ocotea pomaderroides
- Ocotea porosa
- Ocotea praetermissa
- Ocotea puberula
- Ocotea pulchella
- Ocotea purpurea
- Ocotea quixos
- Ocotea ramosissima
- Ocotea rhynchophylla
- Ocotea salvadorensis
- Ocotea schomburgkiana
- Ocotea silvestris
- Ocotea similis
- Ocotea sintenisii
- Ocotea sinuata
- Ocotea spathulata
- Ocotea spixiana
- Ocotea splendens
- Ocotea subterminalis
- Ocotea tenera
- Ocotea tomentella
- Ocotea tristis
- Ocotea usambarensis
- Ocotea velloziana
- Ocotea venulosa
- Ocotea veraguensis
- Ocotea whitei
- Ocotea wrightii

Selon The Plant List (17 septembre 2017) :
- Ocotea abbreviata Schwacke & Mez
- Ocotea aciphylla (Nees & Mart.) Mez
- Ocotea acuminatissima (Lundell) Rohwer
- Ocotea acutangula (Miq.) Mez
- Ocotea acutifolia (Nees) Mez
- Ocotea adela van der Werff
- Ocotea adenotrachelium (Nees) Mez
- Ocotea alata van der Werff
- Ocotea albescens Vattimo
- Ocotea albida Mez & Rusby
- Ocotea albigemma C.K.Allen
- Ocotea albopunctulata Mez
- Ocotea alnifolia (Meisn.) Mez
- Ocotea amazonica (Meisn.) Mez
- Ocotea amplifolia (Mez & Donn. Sm.) van der Werff
- Ocotea amplissima Mez
- Ocotea aniboides Mez
- Ocotea architectorum Mez
- Ocotea arcuata Rohwer
- Ocotea arenaria van der Werff
- Ocotea argentea Mez
- Ocotea argyrophylla Ducke
- Ocotea arnottiana (Nees) van der Werff
- Ocotea atacta Lorea-Hern.
- Ocotea atirrensis Mez & Donn.Sm.
- Ocotea atlantica van der Werff
- Ocotea atrata C.K.Allen
- Ocotea aurantiodora (Ruiz & Pav.) Mez
- Ocotea auriculata Lasser
- Ocotea auriculiformis Kosterm.
- Ocotea austinii C.K.Allen
- Ocotea badia van der Werff
- Ocotea bajapazensis Lundell
- Ocotea balanocarpa (Ruiz & Pav.) Mez
- Ocotea bangii Mez & Rusby ex Rusby
- Ocotea barbatula Lundell
- Ocotea barbellata Vattimo
- Ocotea basicordatifolia Vattimo-Gil
- Ocotea basirecurva C.K.Allen
- Ocotea benthamiana Mez
- Ocotea bernoulliana Mez
- Ocotea betazensis (Mez) van der Werff
- Ocotea beulahiae Baitello
- Ocotea beyrichii (Nees) Mez
- Ocotea bijuga (Rottb.) Bernardi
- Ocotea blanchetii (Meisn.) Mez
- Ocotea bofo Kunth
- Ocotea boissieriana (Meisn.) Mez
- Ocotea botrantha Rohwer
- Ocotea bourgeauviana (Mez) van der Werff
- Ocotea brachybotra (Meisn.) Mez
- Ocotea bracteolata (Nees) Mez
- Ocotea bracteosa (Meisn.) Mez
- Ocotea bragae Coe-Teix.
- Ocotea brenesii Standl.
- Ocotea brevipes Kosterm.
- Ocotea bullata (Burch.) E. Meyer in Drege
- Ocotea caesia Mez
- Ocotea calliscypha L.C.S. Assis & Mello-Silva
- Ocotea camphoromoea Rohwer
- Ocotea canaliculata (Rich.) Mez
- Ocotea candidovillosa Lorea-Hern.
- Ocotea caniflora Mez
- Ocotea cantareirae Vattimo
- Ocotea capuronii Kosterm.
- Ocotea carabobensis Lasser
- Ocotea caracasana (Nees) Mez
- Ocotea cardinalis Mez
- Ocotea catharinensis Mez
- Ocotea caudatifolia Kosterm.
- Ocotea ceanothifolia (Nees) Mez
- Ocotea cernua (Nees) Mez
- Ocotea chiapensis (Lundell) Standl. & Steyerm.
- Ocotea chrysobalanoides (Lundell) Lundell
- Ocotea ciliata L.C.S. Assis & Mello-Silva
- Ocotea cinerea van der Werff
- Ocotea citrosmoides (Nees) Mez
- Ocotea clavigera Mez
- Ocotea comoriensis Kosterm.
- Ocotea confertiflora (Meisn.) Mez
- Ocotea congestifolia Lasser
- Ocotea congregata van der Werff
- Ocotea contrerasii Lundell
- Ocotea corethroides Kosterm.
- Ocotea corrugata van der Werff
- Ocotea corymbosa (Meisn.) Mez
- Ocotea cowaniana C.K.Allen
- Ocotea crassifolia (Nees) Mez
- Ocotea crassiramula C.K.Allen
- Ocotea cryptocarpa Baitello
- Ocotea cryptocaryoides Kosterm.
- Ocotea cujumary Mart.
- Ocotea cuneata (Griseb.) M. Gómez
- Ocotea cuneifolia (Ruiz & Pav.) Mez
- Ocotea cupularis (Lam.) Cordem.
- Ocotea curucutuensis Baitello
- Ocotea cymbarum Kunth
- Ocotea cymosa (Nees) Palacky
- Ocotea daphnifolia (Meisn.) Mez
- Ocotea darcyi van der Werff
- Ocotea debilis Mez
- Ocotea deflexa (Meisn.) Rohwer
- Ocotea delicata Vicent.
- Ocotea dendrodaphne Mez
- Ocotea densiflora (Meisn.) Mez
- Ocotea dentata van der Werff
- Ocotea depauperata C.K.Allen
- Ocotea dielsiana O.C. Schmidt
- Ocotea diffusa van der Werff
- Ocotea diospyrifolia (Meisn.) Mez
- Ocotea discrepens C.K.Allen
- Ocotea disjuncta Lorea-Hern.
- Ocotea dispersa (Nees & Mart.) Mez
- Ocotea divaricata (Nees) Mez
- Ocotea domatiata Mez
- Ocotea dominicana (Meisn.) R.A. Howard
- Ocotea douradensis Vatt.
- Ocotea duidensis Moldenke
- Ocotea duplocolorata Vattimo
- Ocotea effusa (Meisn.) Hemsl.
- Ocotea elliptica Kosterm.
- Ocotea endresiana Mez
- Ocotea erectifolia (C.K.Allen) van der Werff
- Ocotea eriothyrsa Kosterm.
- Ocotea esmeraldana Moldenke
- Ocotea eucuneata Lundell
- Ocotea euvenosa Lundell
- Ocotea fasciculata (Nees) Mez
- Ocotea faucherei (Danguy) Kosterm.
- Ocotea felix Coe-Teix.
- Ocotea fendleri (Meisn.) Rohwer
- Ocotea flavantha van der Werff
- Ocotea floribunda (Sw.) Mez
- Ocotea foetens (Aiton) Baill.
- Ocotea foveolata Kosterm.
- Ocotea fragrantissima Ducke
- Ocotea froesii A.C.Sm.
- Ocotea frondosa (Meisn.) Mez
- Ocotea fulvescens Standl. & L.O.Williams
- Ocotea gabonensis Fouilloy
- Ocotea gardneri (Meisn.) Mez
- Ocotea glabra van der Werff
- Ocotea glauca (Nees & Mart.) Mez
- Ocotea glaucina (Meisn.) Mez
- Ocotea glaucophylla Moldenke
- Ocotea glaucosericea Rohwer
- Ocotea glaziovii Mez
- Ocotea glomerata (Nees) Mez
- Ocotea gomezii W.C.Burger
- Ocotea gordonii van der Werff
- Ocotea gracilis (Meisn.) Mez
- Ocotea grayi van der Werff
- Ocotea guatemalensis Lundell
- Ocotea guianensis Aubl.
- Ocotea haberi van der Werff
- Ocotea hartshorniana Hammel
- Ocotea helicterifolia (Meisn.) Hemsl.
- Ocotea hemsleyana Mez
- Ocotea heribertoi T. Wendt
- Ocotea heterochroma Mez & Sodiro
- Ocotea heydeana (Mez & Donn.Sm.) Bernardi
- Ocotea hirtandra van der Werff
- Ocotea holdridgeana W.C.Burger
- Ocotea huberi van der Werff
- Ocotea hueckii Bernardi
- Ocotea humbertii Kosterm.
- Ocotea humblotii Baill.
- Ocotea hypoglauca (Nees & Mart.) Mez
- Ocotea ikonyokpe van der Werff
- Ocotea illustris Rusby
- Ocotea immersa van der Werff
- Ocotea indecora (Schott) Mez
- Ocotea indirectinervia C.K. Allen
- Ocotea infrafoveolata van der Werff
- Ocotea inhauba Coe-Teix.
- Ocotea insignis Mez
- Ocotea insularis (Meisn.) Mez
- Ocotea involuta Kosterm.
- Ocotea iridescens Lorea-Hern. & van der Werff
- Ocotea itatiaiae Vattimo-Gil
- Ocotea jacobinae (Meisn.) Mez
- Ocotea jacquinii (Meisn.) Mez
- Ocotea japonica (Garsault) Thell.
- Ocotea javitensis (Kunth) Pittier
- Ocotea jefensis van der Werff
- Ocotea jelskii Mez
- Ocotea jorge-escobarii C.Nelson
- Ocotea julianii van der Werff
- Ocotea jumbillensis O.C. Schmidt
- Ocotea karsteniana Mez
- Ocotea kenyensis (Chiov.) Robyns & R.Wilczek
- Ocotea keriana A.C. Sm.
- Ocotea killipii A.C. Sm.
- Ocotea klepperae van der Werff
- Ocotea klotzschiana (Nees) Hemsl.
- Ocotea laetevirens Standl. & Steyerm.
- Ocotea laevigata (Meisn.) Marais
- Ocotea lanata (Nees & Mart.) Mez
- Ocotea lancifolia (Schott) Mez
- Ocotea langsdorffii (Meisn.) Mez
- Ocotea laticostata C.K.Allen
- Ocotea laxa (Nees) Mez
- Ocotea laxiflora (Meisn.) Mez
- Ocotea lenitae van der Werff
- Ocotea lentii W.C.Burger
- Ocotea leptobotra (Ruiz & Pav.) Mez
- Ocotea leucophloea (Nees) L.C.S. Assis & Mello-Silva
- Ocotea leucoxylon (Sw.) Laness.
- Ocotea licanioides A.C. Sm.
- Ocotea liesneri van der Werff
- Ocotea ligulata van der Werff
- Ocotea limae Vattimo
- Ocotea litsaeifolia (Meisn.) Mez
- Ocotea lobbii (Meisn.) Rohwer
- Ocotea loefgrenii Vattimo-Gil
- Ocotea longifolia Kunth
- Ocotea longipedicellata van der Werff
- Ocotea macrantha van der Werff
- Ocotea macrocarpa Kosterm.
- Ocotea macrophylla Kunth
- Ocotea macropoda (Kunth) Mez
- Ocotea madagascariensis (Meisn.) Palacky
- Ocotea magnifica O.C. Schmidt
- Ocotea magnifolia (Lundell) Lundell
- Ocotea malcomberi van der Werff
- Ocotea mandonii Mez
- Ocotea maranguapensis Vattimo-Gil
- Ocotea marcescens L.C.S. Assis & Mello-Silva
- Ocotea marginata (Nees) Palacky
- Ocotea marmellensis Mez
- Ocotea mascarena (Buchoz) Kosterm.
- Ocotea matogrossensis Vatt.
- Ocotea matudae Lundell
- Ocotea megacarpa van der Werff
- Ocotea megaphylla (Meisn.) Mez
- Ocotea meyendorffiana (Meisn.) Mez
- Ocotea meziana C.K.Allen
- Ocotea micans Mez
- Ocotea michelsonii Robyns & R. Wilczek
- Ocotea microbotrys (Meisn.) Mez
- Ocotea microneura (Meisn.) Rohwer
- Ocotea minarum (Nees & Mart.) Mez
- Ocotea minor Vicent.
- Ocotea minutiflora O.C. Schmidt
- Ocotea mollicella (S.F.Blake) van der Werff
- Ocotea mollifolia Mez & Pittier
- Ocotea montana (Meisn.) Mez
- Ocotea monteverdensis W.C. Burger
- Ocotea monzonensis Mez
- Ocotea morae Gómez-Laur.
- Ocotea moschata (Meisn.) Mez
- Ocotea mosenii Mez
- Ocotea mucosa (Nees) Hemsl.
- Ocotea mucronata (Poir.) Kosterm.
- Ocotea multiflora van der Werff
- Ocotea multiglandulosa (Ruiz & Pav.) Mez
- Ocotea multinervis van der Werff
- Ocotea munacensis O.C. Schmidt
- Ocotea myriantha (Meisn.) Mez
- Ocotea neblinae C.K.Allen
- Ocotea nectandrifolia Mez
- Ocotea neesiana (Miq.) Kosterm.
- Ocotea nervosa Kosterm.
- Ocotea nigra Benoist
- Ocotea nigrescens Vicent.
- Ocotea nigrita (Lundell) Lundell
- Ocotea nilssonii C.K.Allen
- Ocotea nitida (Meisn.) Rohwer
- Ocotea notata (Nees & Mart.) Mez
- Ocotea nummularia (Meisn.) Mez
- Ocotea nutans (Nees) Mez
- Ocotea obliqua Vicent.
- Ocotea oblonga (Meisn.) Mez
- Ocotea oblongifolia van der Werff
- Ocotea oblongo-obovata (Nees) Rohwer
- Ocotea obovata (Ruiz & Pav.) Mez
- Ocotea obtusata (Nees) Kosterm.
- Ocotea obtusifolia Kunth
- Ocotea odorata (Meisn.) Mez
- Ocotea odorifera (Vell.) Rohwer
- Ocotea olivacea A.C.Sm.
- Ocotea oocarpa Mez & Sodiro
- Ocotea oppositifolia S. Yasuda
- Ocotea ottoschmidtii J.F. Macbr.
- Ocotea otuzcensis O.C. Schmidt
- Ocotea ovalifolia (Ruiz & Pav.) Mez
- Ocotea pachypoda Mez & Sodiro
- Ocotea pacifica van der Werff
- Ocotea panurensis (Meisn.) Kosterm.
- Ocotea parvula (Lundell) van der Werff
- Ocotea patula van der Werff
- Ocotea pauciflora (Nees) Mez
- Ocotea pausiaca Rohwer
- Ocotea pentagona Mez
- Ocotea percoriacea Kosterm.
- Ocotea percurrens Vicent.
- Ocotea perforata Kosterm.
- Ocotea perrobusta (C.K.Allen) Rohwer
- Ocotea petalanthera (Meisn.) Mez
- Ocotea pharomachrosorum Gómez-Laur.
- Ocotea pittieri (Mez) van der Werff
- Ocotea piurensis Mez
- Ocotea platyphylla (Lundell) Rohwer
- Ocotea pluridomatiata A. Quinet
- Ocotea polyantha (Nees & Mart.) Mez
- Ocotea pomaderroides (Meisn.) Mez
- Ocotea porosa (Nees & Mart.) Barroso
- Ocotea porphyria (Griseb.) van der Werff
- Ocotea praetermissa van der Werff
- Ocotea producta (C.K. Allen) Rohwer
- Ocotea prunifolia Rusby
- Ocotea pseudopalmana W.C.Burger
- Ocotea puberula (Rich.) Nees
- Ocotea pulchella (Nees & Mart.) Mez
- Ocotea pullifolia van der Werff
- Ocotea purpurea (Mez) van der Werff
- Ocotea quixos (Lam.) Kosterm.
- Ocotea racemiflora Lundell
- Ocotea racemosa (Danguy) Kosterm.
- Ocotea raimondii O.C. Schmidt
- Ocotea regeliana (Meisn.) Mez
- Ocotea reticularis (Britton & P. Wilson) A. H. Liogier
- Ocotea revoluta Moldenke
- Ocotea rhodophylla Vicent.
- Ocotea rhytidotricha Rohwer
- Ocotea riedelii (Meisn.) Mez
- Ocotea rigens (Nees & Mart.) Rohwer
- Ocotea rigidifolia Kosterm.
- Ocotea rivularis Standl. & L.O. Williams
- Ocotea roseopedunculata van der Werff
- Ocotea rotundata van der Werff
- Ocotea rovirosae Lorea-Hern. & van der Werff
- Ocotea rubriflora Mez
- Ocotea rubrinervis Mez
- Ocotea rufescens van der Werff
- Ocotea rufovestita Ducke
- Ocotea rugosa van der Werff
- Ocotea salvadorensis (Lundell) van der Werff
- Ocotea salvinii Mez
- Ocotea sambiranensis van der Werff
- Ocotea sanariapensis Lasser
- Ocotea sandwithii Kosterm.
- Ocotea sarcodes Lorea-Hern.
- Ocotea sassafras (Meisn.) Mez
- Ocotea sauroderma Lorea-Hern.
- Ocotea scabrella van der Werff
- Ocotea scandens Kosterm.
- Ocotea schomburgkiana (Nees) Mez
- Ocotea schottii (Meisn.) Mez
- Ocotea schwackeana Mez
- Ocotea semicompleta (Nees & Mart.) Mez
- Ocotea sericea Kunth
- Ocotea serrana Coe-Teix.
- Ocotea sessiliflora Kosterm.
- Ocotea sieberi (Meisn.) Hemsl.
- Ocotea silvae Vattimo
- Ocotea silvestris Vattimo
- Ocotea sinaiana Vattimo
- Ocotea sinuata (Mez) Rohwer
- Ocotea smithiana O.C. Schmidt
- Ocotea sodiroana Mez
- Ocotea spectabilis (Meisn.) Mez
- Ocotea spixiana (Nees) Mez
- Ocotea splendens (Meisn.) Baill.
- Ocotea sprucei (Meisn.) Mez
- Ocotea squarrosa (Nees) Mez
- Ocotea staminea (Griseb.) Mez
- Ocotea standleyi C.K. Allen
- Ocotea stenoneura Mez & Pittier
- Ocotea strigosa van der Werff
- Ocotea stuebelii Mez
- Ocotea subalata Lundell
- Ocotea subrutilans Mez
- Ocotea subterminalis van der Werff
- Ocotea sulcata Vattimo-Gil
- Ocotea sylvatica (Meisn.) Mez
- Ocotea tabacifolia (Meisn.) Rohwer
- Ocotea tampicensis (Meisn.) Hemsl.
- Ocotea tarapotana (Meisn.) Mez
- Ocotea teleiandra (Meisn.) Mez
- Ocotea tenella A.C. Sm.
- Ocotea tenera Mez & Donn.Sm.
- Ocotea tenuiflora (Nees) Mez
- Ocotea terciopelo C.K.Allen
- Ocotea tessmannii O.C. Schmidt
- Ocotea thouvenotii (Danguy) Kosterm.
- Ocotea tillettsiana C.K.Allen
- Ocotea tomentella Sandwith
- Ocotea tomentosa van der Werff
- Ocotea tonduzii Standl.
- Ocotea tonii (Lundell) van der Werff
- Ocotea trianae Rusby
- Ocotea trichantha Baker
- Ocotea trichophlebia Baker
- Ocotea trinidadensis Kosterm.
- Ocotea tristis (Nees & Mart.) Mez
- Ocotea truncata Lundell
- Ocotea tsaratananensis van der Werff
- Ocotea tubulosa Lasser
- Ocotea ucayalensis O.C. Schmidt
- Ocotea urbaniana Mez
- Ocotea usambarensis Engl.
- Ocotea uxpanapana T. Wendt & van der Werff
- Ocotea vaccinioides (Meisn.) Mez
- Ocotea vaginans (Meisn.) Mez
- Ocotea valerioana (Standl.) W.C.Burger
- Ocotea valerioides W.C. Burger
- Ocotea vanderwerffii (Kosterm.) van der Werff
- Ocotea variabilis (Nees) Mez
- Ocotea velloziana (Meisn.) Mez
- Ocotea velutina (Nees) Mart. ex B.D.Jacks.
- Ocotea venosa Gleason
- Ocotea veraguensis (Meisn.) Mez
- Ocotea verapazensis Standl. & Steyerm.
- Ocotea verruculosa (Meisn.) Mez
- Ocotea verticillata Rohwer
- Ocotea viburnoides Mez
- Ocotea villosa Kosterm.
- Ocotea virgultosa Mart. ex Mez
- Ocotea viridiflora Lundell
- Ocotea weberbaueri Mez
- Ocotea whitei Woodson
- Ocotea wrightii (Meisn.) Mez
- Ocotea wurdackiana C.K.Allen
- Ocotea xanthocalyx (Nees) Mez
- Ocotea yutajensis C.K.Allen
- Ocotea zahamenensis van der Werff
- Ocotea zoque Lorea-Hern.

Selon Tropicos (17 septembre 2017) (Attention liste brute contenant possiblement des synonymes) :
- Ocotea abbreviata Schwacke & Mez
- Ocotea acarina C.K. Allen
- Ocotea aciphylla (Nees & Mart.) Mez
- Ocotea acuminata Baker
- Ocotea acuminatissima (Lundell) Rohwer
- Ocotea acunana Bisse
- Ocotea acutangula (Miq.) Mez
- Ocotea acutifolia (Nees) Mez
- Ocotea adamantina P.L.R. Moraes & van der Werff
- Ocotea adela van der Werff
- Ocotea adenotrachelium (Nees) Mez
- Ocotea adusta van der Werff
- Ocotea alata van der Werff
- Ocotea albescens Vattimo-Gil
- Ocotea albida Mez & Rusby
- Ocotea albigemma C.K. Allen
- Ocotea albopunctulata Mez
- Ocotea alloiophylla Rusby
- Ocotea alnifolia (Meisn.) Mez
- Ocotea alpina R.A. Howard
- Ocotea alveata van der Werff
- Ocotea alveolata Kosterm.
- Ocotea amara Mart.
- Ocotea amazonica (Meisn.) Mez
- Ocotea ambrensis van der Werff
- Ocotea amischantha van der Werff
- Ocotea amoena (Nees) Herter
- Ocotea amplifolia (Mez & Donn. Sm.) van der Werff
- Ocotea amplissima Mez
- Ocotea andina van der Werff
- Ocotea angustata Blake
- Ocotea angustifolia Schrad.
- Ocotea angustitepala (K. Krause) Robyns & Wilczek
- Ocotea aniboides Mez
- Ocotea antioquiensis van der Werff
- Ocotea aquila van der Werff
- Ocotea araraquarensis Coe-Teix.
- Ocotea architectorum Mez
- Ocotea arcuata Rohwer
- Ocotea arechavaletae Mez
- Ocotea arenaensis R.L. Brooks
- Ocotea arenaria van der Werff
- Ocotea arenicola L.C.S. Assis & Mello-Silva
- Ocotea areolata Mez
- Ocotea argentea Mez
- Ocotea argylei Robyns
- Ocotea argyrea van der Werff
- Ocotea argyrophylla Ducke
- Ocotea arnottiana (Nees) van der Werff
- Ocotea atacta Lorea-Hern.
- Ocotea athroanthes C.K. Allen
- Ocotea atirrensis Mez & Donn. Sm.
- Ocotea atlantica van der Werff
- Ocotea atrata C.K. Allen
- Ocotea attenuata Nees
- Ocotea aurantiodora (Ruiz & Pav.) Mez
- Ocotea auriculata Lasser
- Ocotea auriculiformis Kosterm.
- Ocotea austinii C.K. Allen
- Ocotea babosa C.K. Allen
- Ocotea badia van der Werff
- Ocotea bahiensis (Meisn.) Mez
- Ocotea bajapazensis Lundell
- Ocotea bakeri S.F. Blake
- Ocotea balanocarpa (Ruiz & Pav.) Mez
- Ocotea bangii Mez & Rusby ex Rusby
- Ocotea baracoensis Borhidi & Imkhan.
- Ocotea barbatula Lundell
- Ocotea barbellata Vattimo-Gil
- Ocotea barcellensis (Meisn.) Mez
- Ocotea basicordatifolia Vattimo-Gil
- Ocotea basirecurva C.K. Allen
- Ocotea batata P.L.R. Moraes & Vergne
- Ocotea baturitensis Vattimo-Gil
- Ocotea beekmanii van der Werff
- Ocotea benthamiana Mez
- Ocotea bernieri (Baill.) Palacky
- Ocotea bernoulliana Mez
- Ocotea betazensis (Mez) van der Werff
- Ocotea beulahiae Baitello
- Ocotea beyrichii (Nees) Mez
- Ocotea bicolor Vattimo-Gil
- Ocotea bijuga (Rottb.) Bernardi
- Ocotea bissei Imkhan.
- Ocotea blanchetii (Meisn.) Mez
- Ocotea bofo Kunth
- Ocotea boissieriana (Meisn.) Mez
- Ocotea borbonica (Meisn.) Cordem.
- Ocotea botrantha Rohwer
- Ocotea botryophylla Klotzsch & Karst. ex Nees
- Ocotea boucherii Roig & Acuna
- Ocotea bourgeauviana (Mez) van der Werff
- Ocotea brachybotrya (Meisn.) Mez
- Ocotea bracteolata (Nees) Mez
- Ocotea bracteosa (Meisn.) Mez
- Ocotea bradei Coe-Teix.
- Ocotea bragai Coe-Teix.
- Ocotea brasiliensis Coe-Teix.
- Ocotea brenesii Standl.
- Ocotea brevipes Kosterm.
- Ocotea brevipetiolata van der Werff
- Ocotea brevithyrsus Mez
- Ocotea bucheri Roíg & Acuña
- Ocotea budowskiana Bernardi
- Ocotea bullata (Burch.) E. Mey. ex Drège
- Ocotea caesariata van der Werff
- Ocotea caesia Mez
- Ocotea caesifolia van der Werff
- Ocotea calliscypha L.C.S. Assis & Mello-Silva
- Ocotea camanducaiensis Coe-Teix.
- Ocotea campechiana Standl.
- Ocotea camphoromoea Rohwer
- Ocotea campininha Coe-Teix.
- Ocotea canaliculata (Rich.) Mez
- Ocotea candidovillosa Lorea-Hern.
- Ocotea caniflora Mez
- Ocotea cantareirae Vattimo-Gil
- Ocotea caparrapi Dugand
- Ocotea capuronii Kosterm.
- Ocotea carabobensis Lasser
- Ocotea caracasana (Nees) Mez
- Ocotea carchiensis van der Werff
- Ocotea cardinalis Mez
- Ocotea carolinensis Kostel.
- Ocotea caryophyllacea (Mart.) Kostel.
- Ocotea castanea C.K. Allen
- Ocotea catesbyana (Michx.) Sarg.
- Ocotea catharinensis Mez
- Ocotea caudata (Nees) Mez
- Ocotea caudatifolia Kosterm.
- Ocotea caudato-acuminata (O.C. Schmidt) Alain
- Ocotea ceanothifolia (Nees) Mez
- Ocotea celastroides Mez
- Ocotea celiana C.K. Allen
- Ocotea cernua (Nees) Mez
- Ocotea chiapensis (Lundell) Standl. & Steyerm.
- Ocotea choquetangensis van der Werff
- Ocotea chrysobalanoides (Lundell) Lundell
- Ocotea chrysophylla Poepp. ex Nees
- Ocotea cicatricosa C.K. Allen
- Ocotea ciliata L.C.S. Assis & Mello-Silva
- Ocotea cinerea van der Werff
- Ocotea cinnamomoides Scheidw.
- Ocotea cissiflora Mez
- Ocotea citrifolia Mez
- Ocotea citrosmoides (Nees) Mez
- Ocotea clarkei Lundell
- Ocotea clavigera Mez
- Ocotea colophanthera L.C.S. Assis & Mello-Silva
- Ocotea comata van der Werff
- Ocotea commutata (Nees) Mez
- Ocotea comoriensis Kosterm.
- Ocotea compactiflora Kosterm.
- Ocotea complicata (Meisn.) Mez
- Ocotea condorensis van der Werff
- Ocotea conferta Coe-Teix.
- Ocotea confertiflora (Meisn.) Mez
- Ocotea confusa Hassl.
- Ocotea congestifolia Lasser
- Ocotea congregata van der Werff
- Ocotea contrerasii Lundell
- Ocotea cooperi C.K. Allen
- Ocotea cordata (Meisn.) Mez
- Ocotea corethroides Kosterm.
- Ocotea coriacea (Sw.) Britton
- Ocotea corrugata van der Werff
- Ocotea corymbosa (Meisn.) Mez
- Ocotea costulata (Nees) Mez
- Ocotea cowaniana C.K. Allen
- Ocotea crassifolia (Nees) Mez
- Ocotea crassipedalis van der Werff
- Ocotea crassiramula C.K. Allen
- Ocotea crinita van der Werff
- Ocotea cristalensis Bisse
- Ocotea cryptocarpa Baitello
- Ocotea cryptocaryoides Kosterm.
- Ocotea cuatrecasasii van der Werff
- Ocotea cufodontisii O.C. Schmidt
- Ocotea cujumary Mart.
- Ocotea cuneata (Griseb.) M. Gómez
- Ocotea cuneifolia (Ruiz & Pav.) Mez
- Ocotea cuprea (Meisn.) Mez
- Ocotea cupularis (Lam.) Cordem.
- Ocotea curucutuensis Baitello
- Ocotea cuscoensis van der Werff
- Ocotea cuspidata van der Werff
- Ocotea cymbarum Kunth
- Ocotea cymosa (Nees) Palacky
- Ocotea daphnifolia (Meisn.) Mez
- Ocotea darcyi van der Werff
- Ocotea debilis Mez
- Ocotea declinata Blume
- Ocotea deflexa (Meisn.) Rohwer
- Ocotea delicata A. Vicentini
- Ocotea dendrodaphne Mez
- Ocotea densiflora (Meisn.) Mez
- Ocotea dentata van der Werff
- Ocotea depauperata C.K. Allen
- Ocotea dielsiana O.C. Schmidt
- Ocotea diffusa van der Werff
- Ocotea diospyrifolia (Meisn.) Mez
- Ocotea directoramea C.K. Allen
- Ocotea discoidea Kosterm.
- Ocotea discolor Kunth
- Ocotea discrepens C.K. Allen
- Ocotea disjuncta Lorea-Hern.
- Ocotea dispersa (Nees & Mart.) Mez
- Ocotea dissimilis C.K. Allen
- Ocotea divaricata (Nees) Mez
- Ocotea domatiata Mez
- Ocotea domatifera Kosterm.
- Ocotea dominicana (Meisn.) R.A. Howard
- Ocotea douradensis Vattimo-Gil
- Ocotea duartei Vattimo-Gil
- Ocotea duckei Vattimo-Gil
- Ocotea duidensis Moldenke
- Ocotea duotincta C.K. Allen
- Ocotea duplocolorata Vattimo-Gil
- Ocotea duquei Sleum. ex Duque
- Ocotea dussii Mez
- Ocotea effusa (Meisn.) Hemsl.
- Ocotea effusoides Lundell
- Ocotea eggersiana Mez
- Ocotea eichleri Mez
- Ocotea ekmanii O.C. Schmidt
- Ocotea elegans Mez
- Ocotea elliptica Kosterm.
- Ocotea endlicheriopsis Mez
- Ocotea endresiana Mez
- Ocotea ensifolia Mez
- Ocotea erectifolia (C.K. Allen) van der Werff
- Ocotea eriothyrsa Kosterm.
- Ocotea escuintlensis Lundell
- Ocotea esmeraldana Moldenke
- Ocotea estrellensis (Meisn.) P.L.R. Moraes
- Ocotea eucuneata Lundell
- Ocotea eucymosa Lundell
- Ocotea euryphylla van der Werff
- Ocotea eusericea Lundell
- Ocotea euvenosa Lundell
- Ocotea exaltata (Sw.) Proctor
- Ocotea excelsa Blume
- Ocotea falcata Mez
- Ocotea fasciculata (Nees) Mez
- Ocotea faucherei (Danguy) Kosterm.
- Ocotea felix Coe-Teix.
- Ocotea fendleri (Meisn.) Rohwer
- Ocotea ferruginea (Meisn.) Mez
- Ocotea finium C.K. Allen
- Ocotea fistulosa van der Werff
- Ocotea flavantha van der Werff
- Ocotea flavescens Rusby
- Ocotea flexuosa Rusby
- Ocotea floccifera Mez & Sodiro
- Ocotea floribunda (Sw.) Mez
- Ocotea florulenta (Meisn.) Mez
- Ocotea foeniculacea Mez
- Ocotea foetens (Aiton) Baill.
- Ocotea foveolata Kosterm.
- Ocotea fragrantissima Ducke
- Ocotea froesii A.C. Sm.
- Ocotea frondosa (Meisn.) Mez
- Ocotea fulvescens Standl. & L.O. Williams
- Ocotea fulvifolia C.K. Allen
- Ocotea fusagasugensis van der Werff
- Ocotea gabonensis Fouilloy
- Ocotea gardneri (Meisn.) Mez
- Ocotea gentryi van der Werff
- Ocotea glaberrima van der Werff
- Ocotea glabra van der Werff
- Ocotea glabriflora van der Werff
- Ocotea glandulosa Lasser
- Ocotea glauca (Nees & Mart.) Mez
- Ocotea glaucescens Nees
- Ocotea glaucina (Meisn.) Mez
- Ocotea glaucophylla Moldenke
- Ocotea glaucosericea Rohwer
- Ocotea glaziovii Mez
- Ocotea globifera Mez
- Ocotea globosa (Aubl.) Schltr. & Cham.
- Ocotea glomerata (Nees) Mez
- Ocotea gomezii W.C. Burger
- Ocotea gordonii van der Werff
- Ocotea gracilipes Mez
- Ocotea gracilis (Meisn.) Mez
- Ocotea grandifolia (Nees) Mez
- Ocotea grandifructa L.C.S. Assis & M.F. Santos
- Ocotea grayi van der Werff
- Ocotea grisebachiana Mez
- Ocotea guaramacalensis van der Werff
- Ocotea guatemalensis Lundell
- Ocotea guianensis Aubl.
- Ocotea gurgelii Vattimo-Gil
- Ocotea gymnoblasta van der Werff
- Ocotea haberi van der Werff
- Ocotea hammeliana van der Werff
- Ocotea harrisii Proctor
- Ocotea hartiana Mez
- Ocotea hartshorniana Hammel
- Ocotea helicterifolia (Meisn.) Hemsl.
- Ocotea hemsleyana Mez
- Ocotea heribertoi T. Wendt
- Ocotea heterochroma Mez & Sodiro
- Ocotea heydeana (Mez & Donn. Sm.) Bernardi
- Ocotea hilariana Mez
- Ocotea hirtandra van der Werff
- Ocotea hirtostyla van der Werff
- Ocotea hoehnii Vattimo-Gil
- Ocotea holdridgeana W.C. Burger
- Ocotea hookeriana Mez
- Ocotea huberi van der Werff
- Ocotea hueckii Bernardi
- Ocotea humbertii Kosterm.
- Ocotea humblotii Baill.
- Ocotea hypoglauca (Nees & Mart.) Mez
- Ocotea ikonyokpe van der Werff
- Ocotea illustris Rusby
- Ocotea imazensis van der Werff
- Ocotea immersa van der Werff
- Ocotea imrayana Mez
- Ocotea inconspicua Mez
- Ocotea indecora (Schott) Mez
- Ocotea indica Kostel.
- Ocotea indirectinervia C.K. Allen
- Ocotea infrafoveolata van der Werff
- Ocotea inhauba Coe-Teix.
- Ocotea insignis Mez
- Ocotea insularis (Meisn.) Mez
- Ocotea involuta Kosterm.
- Ocotea ira Mez & Pittier
- Ocotea irazuensis Lundell
- Ocotea iridescens Lorea-Hern. & van der Werff
- Ocotea itapirensis Coe-Teix.
- Ocotea itatiaiae Vattimo-Gil
- Ocotea itoibirensis P.L.R. Moraes & van der Werff
- Ocotea ivohibensis van der Werff
- Ocotea jacobinae (Meisn.) Mez
- Ocotea jacquiniana Mez ex Duss
- Ocotea jacquinii (Meisn.) Mez
- Ocotea jamaicensis Mez
- Ocotea japonica (Garsault) Thell.
- Ocotea japurensis Mart. ex Nees
- Ocotea javitensis (Kunth) Pittier
- Ocotea jefensis van der Werff
- Ocotea jelskii Mez
- Ocotea jorge-escobarii C. Nelson
- Ocotea julianii van der Werff
- Ocotea jumbillensis O.C. Schmidt
- Ocotea karsteniana Mez
- Ocotea kenyensis (Chiov.) Robyns & R. Wilczek
- Ocotea keriana A.C. Sm.
- Ocotea killipii A.C. Sm.
- Ocotea klepperae van der Werff
- Ocotea klotzschiana (Nees) Hemsl.
- Ocotea kolera van der Werff
- Ocotea kostermansiana Vattimo-Gil
- Ocotea krugii (Mez) R.A. Howard
- Ocotea krukovii (A.C. Sm.) Kosterm.
- Ocotea kuhlmannii Vattimo-Gil
- Ocotea kunthiana (Nees) Mez
- Ocotea laetevirens Standl. & Steyerm.
- Ocotea laevifolia van der Werff
- Ocotea laevigata (Meisn.) Marais
- Ocotea laevis Kosterm.
- Ocotea lanata (Nees & Mart.) Mez
- Ocotea lanceolaria Voigt
- Ocotea lanceolata Nees
- Ocotea lancifolia (Schott) Mez
- Ocotea lancilimba Kosterm.
- Ocotea langsdorffii (Meisn.) Mez
- Ocotea lasseriana C.K. Allen
- Ocotea laticostata C.K. Allen
- Ocotea latifolia Kunth
- Ocotea latipetiolata van der Werff
- Ocotea laxa (Nees) Mez
- Ocotea laxiflora (Meisn.) Mez
- Ocotea lenitae van der Werff
- Ocotea lenticellata Lundell
- Ocotea lentii W.C. Burger
- Ocotea leptobotra (Ruiz & Pav.) Mez
- Ocotea leptophylla van der Werff
- Ocotea leucophloea (Nees & Mart.) L.C.S. Assis & Mello-Silva
- Ocotea leucoxylon (Sw.) Laness.
- Ocotea lherminieri Mez
- Ocotea lhotzkii Nees
- Ocotea libanensis Bisse
- Ocotea licanioides A.C. Sm.
- Ocotea liesneri van der Werff
- Ocotea ligulata van der Werff
- Ocotea ligustrina Nees
- Ocotea limae Vattimo-Gil
- Ocotea limiticola van der Werff
- Ocotea lindbergii Mez
- Ocotea lindleyana (Blume) Palacky
- Ocotea lineata Kunth
- Ocotea litsaeifolia (Meisn.) Mez
- Ocotea lobbii (Meisn.) Rohwer
- Ocotea loefgrenii Vattimo-Gil
- Ocotea longifolia Kunth
- Ocotea longipedicellata van der Werff
- Ocotea longipes Kosterm.
- Ocotea longipetiolata van der Werff
- Ocotea loxensis van der Werff
- Ocotea lucida (Meisn.) Vattimo-Gil
- Ocotea lundellii Standl.
- Ocotea macrantha van der Werff
- Ocotea macrocalyx (Meisn.) Mez
- Ocotea macrocarpa Kosterm.
- Ocotea macrophylla Kunth
- Ocotea macropoda (Kunth) Mez
- Ocotea macrorhiza Kosterm.
- Ocotea madagascariensis (Meisn.) Palacky
- Ocotea magnifica O.C. Schmidt
- Ocotea magnifolia (Lundell) Lundell
- Ocotea magnifrons van der Werff
- Ocotea magnilimba Kosterm.
- Ocotea maguireana C.K. Allen
- Ocotea malcomberi van der Werff
- Ocotea mandonii Mez
- Ocotea maranguapensis Vattimo-Gil
- Ocotea marcescens L.C.S. Assis & Mello-Silva
- Ocotea marginata (Nees) Palacky
- Ocotea marmellensis Mez
- Ocotea marowynensis (Miq.) Mez
- Ocotea martiana (Meisn.) Mez
- Ocotea martiniana (Nees) Mez
- Ocotea martinicensis Mez
- Ocotea marumbiensis Brotto & Baitello
- Ocotea mascarena (Buc'hoz) Kosterm.
- Ocotea matensis Mez
- Ocotea matogrossensis Vattimo-Gil
- Ocotea matudae Lundell
- Ocotea maxima (O.C. Schmidt) Kosterm.
- Ocotea maximilianea (Nees & Mart. ex Nees) P.L.R. Moraes ex Nees
- Ocotea mayana (Lundell) Lundell
- Ocotea maynensis (Meisn.) Mez
- Ocotea megacarpa van der Werff
- Ocotea megaphylla (Meisn.) Mez
- Ocotea megistophylla van der Werff
- Ocotea membranacea (Sw.) R.A. Howard
- Ocotea mexicana (Meisn.) Hemsl.
- Ocotea meyendorffiana (Meisn.) Mez
- Ocotea meziana C.K. Allen
- Ocotea micans Mez
- Ocotea michelsonii Robyns & R. Wilczek
- Ocotea micrantha van der Werff
- Ocotea microbotrys (Meisn.) Mez
- Ocotea microneura (Meisn.) Rohwer
- Ocotea minarum (Nees & Mart.) Mez
- Ocotea minor A. Vicentini
- Ocotea minutiflora O.C. Schmidt
- Ocotea mirecolorata C.K. Allen
- Ocotea moaensis Bisse
- Ocotea mollicella (S.F. Blake) van der Werff
- Ocotea mollifolia Mez & Pittier
- Ocotea mollis Kunth
- Ocotea mollivillosa van der Werff
- Ocotea montana (Meisn.) Mez
- Ocotea monteverdensis W.C. Burger
- Ocotea montis-insulae van der Werff
- Ocotea monzonensis Mez
- Ocotea morae Gómez-Laur.
- Ocotea moschata (Meisn.) Mez
- Ocotea mosenii Mez
- Ocotea mucosa (Nees) Hemsl.
- Ocotea mucronata (Poir.) Kosterm.
- Ocotea multiflora van der Werff
- Ocotea multiglandulosa (Ruiz & Pav.) Mez
- Ocotea multinervis van der Werff
- Ocotea munacensis O.C. Schmidt
- Ocotea myriantha (Meisn.) Mez
- Ocotea myristicifolia Mez
- Ocotea neblinae C.K. Allen
- Ocotea nectandrifolia Mez
- Ocotea nectandroides
- Ocotea neesiana (Miq.) Kosterm.
- Ocotea nervosa Kosterm.
- Ocotea nicaraguensis Mez
- Ocotea nigra Benoist
- Ocotea nigrescens A. Vicentini
- Ocotea nigrita (Lundell) Lundell
- Ocotea nilssonii C.K. Allen
- Ocotea nitida (Meisn.) Rohwer
- Ocotea nitidula (Nees & Mart.) Mez
- Ocotea nobilis (A.C. Sm.) Kosterm.
- Ocotea notata (Nees & Mart.) Mez
- Ocotea nummularia (Meisn.) Mez
- Ocotea nunesiana (Vattimo) Baitello
- Ocotea nunesii Vattimo-Gil
- Ocotea nutans (Nees) Mez
- Ocotea oblanceolata Rusby
- Ocotea obliqua A. Vicentini
- Ocotea oblonga (Meisn.) Mez
- Ocotea oblongifolia van der Werff
- Ocotea oblongo-obovata (Nees) Rohwer
- Ocotea obovata (Ruiz & Pav.) Mez
- Ocotea obovatifolia van der Werff
- Ocotea obtusata (Nees) Kosterm.
- Ocotea obtusifolia Kunth
- Ocotea odorata (Meisn.) Mez
- Ocotea odorifera (Vell.) Rohwer
- Ocotea oligantha van der Werff
- Ocotea oligoneura (Urb.) Alain
- Ocotea olivacea A.C. Sm.
- Ocotea oocarpa Mez & Sodiro
- Ocotea opaca Mez
- Ocotea opifera Mart.
- Ocotea oppositifolia S. Yasuda
- Ocotea oreophila van der Werff
- Ocotea organensis (Meisn.) Mez
- Ocotea otara van der Werff
- Ocotea ottoschmidtii J.F. Macbr.
- Ocotea otuzcensis O.C. Schmidt
- Ocotea ovalifolia (Ruiz & Pav.) Mez
- Ocotea ovandensis Lundell
- Ocotea pachypoda Mez & Sodiro
- Ocotea pacifica van der Werff
- Ocotea pajonalis van der Werff
- Ocotea palaciosii van der Werff
- Ocotea palcazuensis van der Werff
- Ocotea pallida Nees
- Ocotea palmana Mez & Donn. Sm.
- Ocotea paniculata Nees
- Ocotea panurensis (Meisn.) Kosterm.
- Ocotea papyracea van der Werff
- Ocotea paradoxa Mez
- Ocotea paraensis Coe-Teix.
- Ocotea paranaensis Brotto, Baitello, Cervi & E.P. Santos
- Ocotea paranapiacabensis Coe-Teix.
- Ocotea parviflora (Ducke) Kosterm.
- Ocotea parvula (Lundell) van der Werff
- Ocotea pastazensis van der Werff
- Ocotea patens (Sw.) Nees
- Ocotea patula van der Werff
- Ocotea pauciflora (Nees) Mez
- Ocotea paulensis Vattimo-Gil
- Ocotea paulii C.K. Allen
- Ocotea pausiaca Rohwer
- Ocotea pautensis van der Werff
- Ocotea pedalifolia Mez
- Ocotea pedanomischa van der Werff
- Ocotea pedicellata van der Werff
- Ocotea pedunculata Kosterm.
- Ocotea pentagona Mez
- Ocotea percoriacea Kosterm.
- Ocotea percurrens A. Vicentini
- Ocotea perforata Kosterm.
- Ocotea perrobusta (C.K. Allen) Rohwer
- Ocotea perseifolia Mez & Donn. Sm.
- Ocotea perseiphylla C.K. Allen
- Ocotea persulcata C.K. Allen
- Ocotea petalanthera (Meisn.) Mez
- Ocotea pharomachrosorum Gómez-Laur.
- Ocotea phillyraeoides (Nees) Mez
- Ocotea pichinchensis van der Werff
- Ocotea pichurim Kunth
- Ocotea pittieri (Mez) van der Werff
- Ocotea piurensis Mez
- Ocotea platydisca Kosterm.
- Ocotea platyphylla (Lundell) Rohwer
- Ocotea plumieri Kostel.
- Ocotea pluridomatiata A. Quinet
- Ocotea poeppigiana (Nees) J.F. Macbr.
- Ocotea poeppigii (Nees) Kosterm.
- Ocotea polyantha (Nees & Mart.) Mez
- Ocotea pomaderroides (Meisn.) Mez
- Ocotea porosa (Nees & Mart.) Barroso
- Ocotea porphyria (Griseb.) van der Werff
- Ocotea portoricensis Mez
- Ocotea praetermissa van der Werff
- Ocotea proboscidea Rusby
- Ocotea producta (C.K. Allen) Rohwer
- Ocotea prolifera (Nees & Mart.) Mez
- Ocotea prunifolia Rusby
- Ocotea pseudo-acuminata Coe-Teix.
- Ocotea pseudo-coto Rusby
- Ocotea pseudocorymbosa Hassl.
- Ocotea pseudopalmana W.C. Burger
- Ocotea psychotrioides Kunth
- Ocotea puberula (Rich.) Nees
- Ocotea pubescens Nees
- Ocotea puchury-major Mart.
- Ocotea puchury-minor Mart.
- Ocotea pulchella (Nees & Mart.) Mez
- Ocotea pulchra Vattimo-Gil
- Ocotea pullifolia van der Werff
- Ocotea pumila L.C.S. Assis & Mello-Silva
- Ocotea punctulata Mez
- Ocotea purpurea (Mez) van der Werff
- Ocotea pyramidata S.F. Blake
- Ocotea quadriporata (W.C. Burger) Kosterm.
- Ocotea quisara Mez & Donn. Sm.
- Ocotea quixos (Lam.) Kosterm.
- Ocotea racemiflora Lundell
- Ocotea racemosa (Danguy) Kosterm.
- Ocotea raimondii O.C. Schmidt
- Ocotea ramosissima L.C.S. Assis & Mello-Silva
- Ocotea recurvata van der Werff
- Ocotea reflexa (Lasser) Kosterm.
- Ocotea regeliana (Meisn.) Mez
- Ocotea reticularis (Britton & P. Wilson) Alain
- Ocotea reticulata Mez
- Ocotea revoluta Moldenke
- Ocotea revolutifolia A. Quinet
- Ocotea rhodophylla A. Vicentini
- Ocotea rhynchophylla (Meisn.) Mez
- Ocotea rhytidotricha Rohwer
- Ocotea riedelii (Meisn.) Mez
- Ocotea rigens (Nees & Mart.) Rohwer
- Ocotea rigida Kunth
- Ocotea rigidifolia Kosterm.
- Ocotea rivularis Standl. & L.O. Williams
- Ocotea robertsonae Proctor
- Ocotea rodiei (R.H. Schomb.) Mez
- Ocotea rohweri P.L.R. Moraes & van der Werff
- Ocotea roraimae Mez
- Ocotea roseopedunculata van der Werff
- Ocotea rotundata van der Werff
- Ocotea rovirosae Lorea-Hern. & van der Werff
- Ocotea rubiginosa Mez
- Ocotea rubra Mez
- Ocotea rubriflora Mez
- Ocotea rubrinervis Mez
- Ocotea rufa Mez
- Ocotea rufescens van der Werff
- Ocotea rufotomentella van der Werff
- Ocotea rufovestita Ducke
- Ocotea rugosa van der Werff
- Ocotea rupestris L.C.S. Assis & Mello-Silva
- Ocotea rusbyana Mez
- Ocotea salicifolia Kunth
- Ocotea salvadorensis (Lundell) van der Werff
- Ocotea salvinii Mez
- Ocotea sambiranensis van der Werff
- Ocotea sanariapensis Lasser
- Ocotea sandwithii Kosterm.
- Ocotea sanguinea (Rol. ex Rottb.) J. Presl
- Ocotea sansimonensis Coe-Teix.
- Ocotea santamartae van der Werff
- Ocotea sarcodes Lorea-Hern.
- Ocotea sassafras (Meisn.) Mez
- Ocotea satipensis van der Werff
- Ocotea sauroderma Lorea-Hern.
- Ocotea scabrella van der Werff
- Ocotea scalariformis van der Werff
- Ocotea scandens Kosterm.
- Ocotea schomburgkiana (Nees) Mez
- Ocotea schottii (Meisn.) Mez
- Ocotea schwackeana Mez
- Ocotea scrobiculata Benoist
- Ocotea scrobiculifera Vattimo-Gil
- Ocotea seibertii C.K. Allen
- Ocotea semicompleta (Nees & Mart.) Mez
- Ocotea sericea Kunth
- Ocotea sericiflora C.K. Allen
- Ocotea serrana Coe-Teix.
- Ocotea sessiliflora Kosterm.
- Ocotea sieberi (Meisn.) Hemsl.
- Ocotea silvae Vattimo-Gil
- Ocotea silvestris Vattimo-Gil
- Ocotea similis Kosterm.
- Ocotea simulans C.K. Allen
- Ocotea sinaiana Vattimo-Gil
- Ocotea sintenisii (Mez) Alain
- Ocotea sinuata (Mez) Rohwer
- Ocotea skutchii C.K. Allen
- Ocotea smithiana O.C. Schmidt
- Ocotea smithii van der Werff
- Ocotea sodiroana Mez
- Ocotea solomonii van der Werff
- Ocotea spanantha van der Werff
- Ocotea spathulata Mez
- Ocotea spectabilis (Meisn.) Mez
- Ocotea sperata P.L.R. Moraes & van der Werff
- Ocotea spixiana (Nees) Mez
- Ocotea splendens (Meisn.) Baill.
- Ocotea sprucei (Meisn.) Mez
- Ocotea squarrosa (Nees) Mez
- Ocotea staminea (Griseb.) Mez
- Ocotea staminoides Proctor
- Ocotea standleyi C.K. Allen
- Ocotea stenoneura Mez & Pittier
- Ocotea stenophylla van der Werff
- Ocotea steyermarkiana C.K. Allen
- Ocotea strigosa van der Werff
- Ocotea stuebelii Mez
- Ocotea suaveolens (Meisn.) Benth. & Hook. f. ex Hieron.
- Ocotea subalata Lundell
- Ocotea subalpina (Nees) Mez
- Ocotea subalveolata C.K. Allen
- Ocotea subglabra Benoist
- Ocotea sublanuginosa (Nees) J.F. Macbr.
- Ocotea subparamicola van der Werff
- Ocotea subracemosa Mez
- Ocotea subrutilans Mez
- Ocotea subsericea Standl.
- Ocotea subterminalis van der Werff
- Ocotea subtriplinervia (Meisn.) Hemsl.
- Ocotea sulcata Vattimo-Gil
- Ocotea sylvatica (Meisn.) Mez
- Ocotea tabacifolia (Meisn.) Rohwer
- Ocotea tabascensis (Lundell) R.A. Howard
- Ocotea tampicensis (Meisn.) Hemsl.
- Ocotea tarapotana (Meisn.) Mez
- Ocotea tarmensis van der Werff
- Ocotea teleiandra (Meisn.) Mez
- Ocotea tenejapensis Lundell
- Ocotea tenella A.C. Sm.
- Ocotea tenera Mez & Donn. Sm.
- Ocotea tenuiflora (Nees) Mez
- Ocotea terciopelo C.K. Allen
- Ocotea tessmannii O.C. Schmidt
- Ocotea thinicola van der Werff & P.L.R. Moraes
- Ocotea thouvenotii (Danguy) Kosterm.
- Ocotea tillettsiana C.K. Allen
- Ocotea tomentella Sandwith
- Ocotea tomentosa van der Werff
- Ocotea tonduzii Standl.
- Ocotea tonii (Lundell) van der Werff
- Ocotea tovarensis Mez
- Ocotea trematifera van der Werff
- Ocotea trianae Rusby
- Ocotea triangulata Kosterm.
- Ocotea trichantha Baker
- Ocotea trichophlebia Baker
- Ocotea trinidadensis Kosterm.
- Ocotea trinitatis R.L. Brooks
- Ocotea tristis (Nees & Mart.) Mez
- Ocotea truncata Lundell
- Ocotea tsaratananensis van der Werff
- Ocotea tubulosa Lasser
- Ocotea turbacensis Kunth
- Ocotea ucayalensis O.C. Schmidt
- Ocotea umbelliflora Blume
- Ocotea umbrina van der Werff
- Ocotea umbrosa Kunth
- Ocotea undulata (Meisn.) Mez
- Ocotea urbaniana Mez
- Ocotea urophylla (Meisn.) Mez
- Ocotea usambarensis Engl.
- Ocotea uxpanapana T. Wendt & van der Werff
- Ocotea vaccinioides (Meisn.) Mez
- Ocotea vaginans (Meisn.) Mez
- Ocotea valerioana (Standl.) W.C. Burger
- Ocotea valerioides W.C. Burger
- Ocotea vanderwerffii (Kosterm.) van der Werff
- Ocotea variabilis (Nees) Mez
- Ocotea vasquezii van der Werff
- Ocotea vegrandis P.L.R. Moraes & van der Werff
- Ocotea velloziana (Meisn.) Mez
- Ocotea velutina (Mart. ex Nees) Rohwer
- Ocotea venenosa Kosterm. & Pinkley
- Ocotea venosa Gleason
- Ocotea venosissima (Lundell) Lundell
- Ocotea veraguensis (Meisn.) Mez
- Ocotea verapazensis Standl. & Steyerm.
- Ocotea vergelensis van der Werff
- Ocotea vernicosa Mez
- Ocotea verruculosa (Meisn.) Mez
- Ocotea verticillata Rohwer
- Ocotea viburnoides Mez
- Ocotea victorinii Roíg & Acuña
- Ocotea villosa Kosterm.
- Ocotea virgultosa (Nees) Mez
- Ocotea viridiflora Lundell
- Ocotea viridis Kosterm.
- Ocotea wachenheimii Benoist
- Ocotea weberbaueri Mez
- Ocotea wedeliana C.K. Allen
- Ocotea whitei Woodson
- Ocotea wilhelminae Vattimo-Gil
- Ocotea williamsii (O.C. Schmidt) Kosterm.
- Ocotea wrightii (Meisn.) Mez
- Ocotea wurdackiana C.K. Allen
- Ocotea xanthocalyx (Nees) Mez
- Ocotea yutajensis C.K. Allen
- Ocotea zahamenensis van der Werff
- Ocotea zenkeri Engl.
- Ocotea zoque Lorea-Hern.
- Ocotea zulianensis (Lasser) Kosterm.